# Chem Widhya

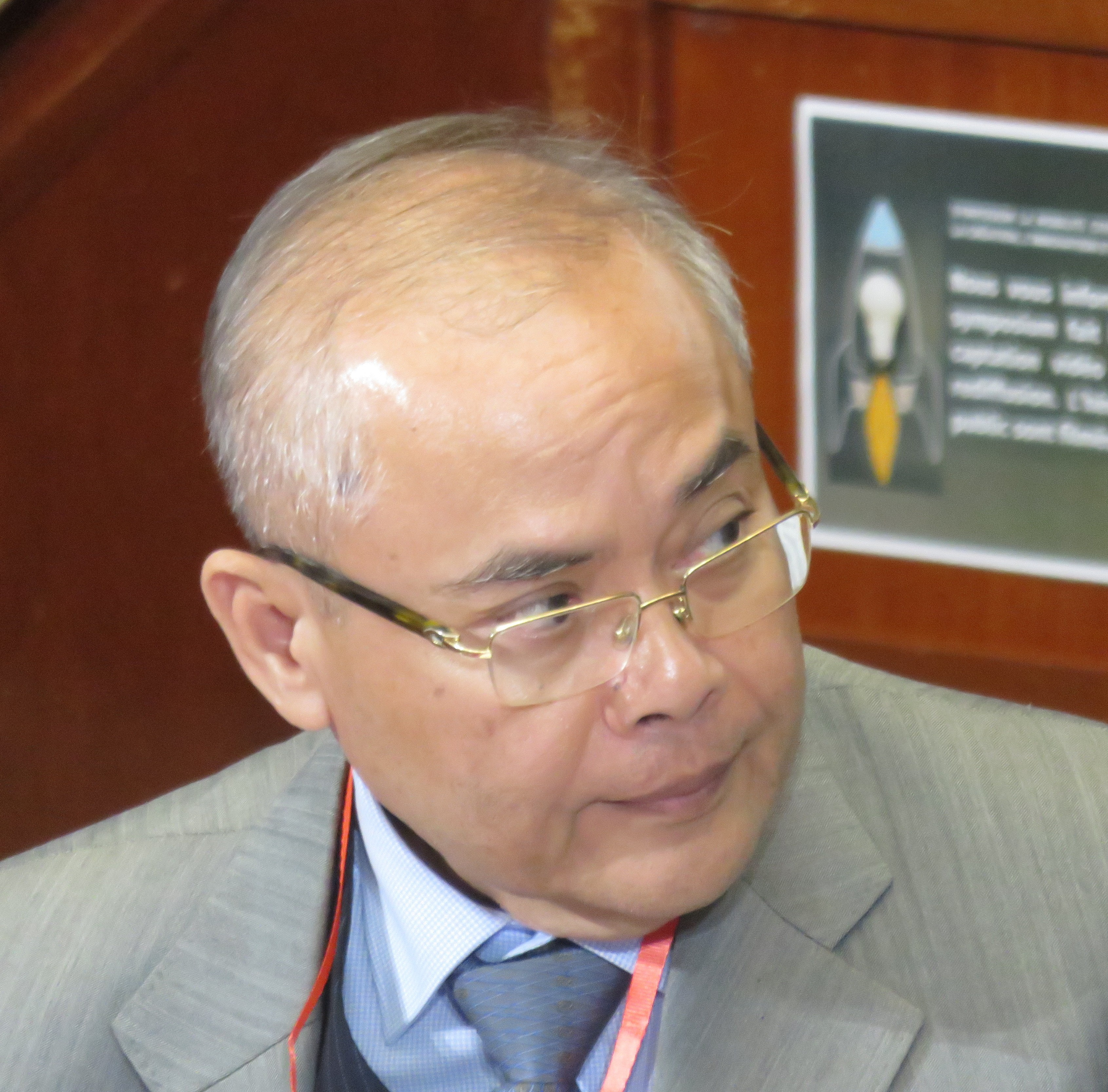
Chem Widhya (2024).

Chem Widhya (* 6. Dezember 1958 in Phnom Penh) ist ein kambodschanischer Diplomat.
Widhya ist einer der Söhne des ehemaligen kambodschanischen Justizministers Chem Snguon. Er studierte am Institut für Internationale Beziehungen in Potsdam-Babelsberg und schloss mit magna cum laude ab. In der Folgezeit war er ein enger Mitarbeiter des Premierministers Hun Sen. 1993 wurde er in den diplomatischen Dienst aufgenommen. Von 1994 bis 2003 vertrat er Kambodscha in der ASEAN und der ARFSON, ab 2004 bei den Vereinten Nationen in New York und daneben seit 2005 als Botschafter in Kanada. 2007 wurde er als Botschafter nach Deutschland versetzt. Widhya ist verheiratet, hat drei Kinder und spricht Französisch, Englisch, Deutsch, Russisch und Spanisch.
Zwischenzeitlich übte er ab 1997 auch das Amt des kambodschanischen Außenministers aus.
Vom 19. Februar 2014 bis Ende 2016 war Thai Chun neuer Botschafter Kambodschas in Deutschland.